# Emili Teixidor

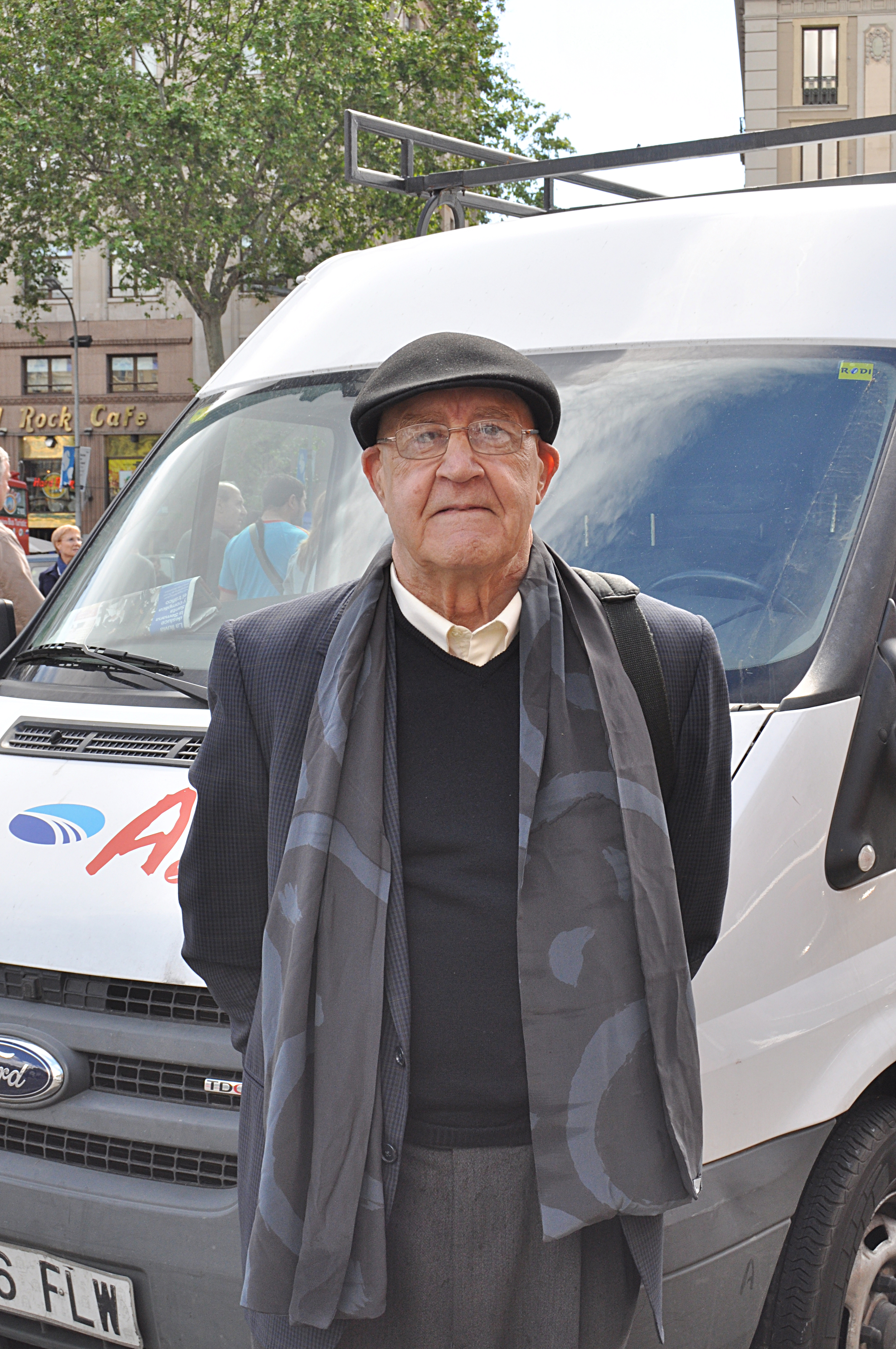
Emili Teixidor (2011)

Emili Teixidor i Viladecàs (* 22. Dezember 1932 in Roda de Ter, Osona; † 19. Juni 2012 in Barcelona) war ein katalanischer Schriftsteller und Pädagoge.

## Leben
Teixidor studierte Jura, Philosophie und Philologie und arbeitete als Lehrer und Schuldirektor. Dies führte dazu, dass er anfing, Kinderbücher zu schreiben.  Für seine Bücher erhielt er zahlreiche Preise, darunter 1992 den Creu de Sant Jordi und 1999 den Premi Sant Jordi de novel·la für El llibre de les mosques. Er gilt als Begründer der katalanischen Kinderbuchliteratur.

## Werk

### Kinderbücher
- 1969: Dídac, Berta, i la màquina de lligar boira
- 1977: Sempre em dic Pere
- 1986: En Ranquet i el tresor
- 1986: Cada tigre té una jungla
- 1987: En Ranquet i els seus amics
- 1988: El crim de la Hipotenusa
- 1994: Les ales de la nit
- 1996: L’amiga més amiga de la formiga Piga
- 1998: La formiga Piga es deslloriga
- 2000: Contes d’intriga de la formiga Piga
- 2001: La volta al món de la formiga Piga
- 2003: La rosa, la roca i el llop
- 2003: En Ring 1-2-3 i el món nou
- 2003: Els secrets de la vida de la formiga Piga
- 2004: La formiga Piga lliga
- 2005: Quina gana que tinc!
- 2006: La botiga de la formiga Piga
- 2010: La formiga Piga s’enfonsa en la història
- 2012: La formiga Piga va a la biblioteca

### Jugendbücher
- 1967: El soldat plantat
- 1967: Les rates malaltes
- 1969: Quinze són quinze
- 1972: L’ocell de foc
- 1980: El príncep Alí
- 1983: Frederic, Frederic, Frederic
- 1994: Cor de roure
- 2001: Amics de mort

### Erzählwerke
- 1979: Sic trànsit Glòria Swanson
- 1988: Retrat d’un assassí d’ocells
- 1992: El primer amor (amb altres autors)
- 2000: El llibre de les mosques
- 2003: Pa negre (verfilmt)
- 2006: Laura Sants
- 2010: Els convidats

### Essays
- 1996: Les contraportades d’El Matí de Catalunya Ràdio
- 1996: En veu alta
- 2007: La lectura i la vida
- 2010: Vida de colònia